# Saltcoats Castle
Saltcoats Castle ist die Ruine einer Niederungsburg etwa 800 Meter südlich der Ortschaft Gullane in der schottischen Council Area East Lothian. Es handelte sich um eine Hofburg aus dem Ende des 16. Jahrhunderts. Die Ruine gilt heute als Scheduled Monument.

## Geschichte
Saltcoats Castle gehörte den Livingstones. Im 18. Jahrhundert fiel es an die Hamiltons von Pencaitland. Die Burg war bis nach 1800 bewohnt, wurde aber 1820 teilweise abgerissen.

## Architektur
Die Burg war in unüblicher Art aufgebaut. Drei Seiten des Burghofes waren mit Gebäudefluchten bebaut, die zwei Vollgeschosse und ein Dachgeschoss hatten. Die Westseite bestand aus zwei Türmen, deren Erdgeschosse einen runden Grundriss hatten, der sich aber mit dem 1. Obergeschoss zu einem quadratischen Grundriss erweiterte. Ein Bogen, der einst eine Brüstung trug, verbindet die beiden Türme. Es gibt Schießscharten in den Mauern und einen Gewölbekeller.
Der Wappenstein des Erbauers, Patrick Levingstoun aus Saltcoats findet sich heute über der Tür eines nahegelegenen Bauernhofes. Das Baujahr scheint 1592 zu sein.
In der Grenzmauer der Burgruine gibt es ein pultartiges, 5,1 Meter × 3,6 Meter großes Taubenhaus, das heute kein Dach mehr hat. Die zum Teil mit Strebewerken versehenen Mauern bestehen aus Bruchstein mit Werkstein-Verkleidungen und einer Steinreihe Rücksprung. Die Burg hat Staffelgiebel. In der südlichen Giebelwand befinden sich sechs Einfluglöcher in einem Netz: etwa 200 Nester sind erhalten.